# Metamynoglenes incurvata
Metamynoglenes incurvata là một loài nhện trong họ Linyphiidae.
Loài này thuộc chi Metamynoglenes. Metamynoglenes incurvata được A. David Blest miêu tả năm 1979.